# ルツェルン音楽祭弦楽合奏団
ルツェルン音楽祭弦楽合奏団（英語：Festival Strings Lucerne）は、スイスの弦楽合奏団である。

## 概要
ルツェルン音楽祭弦楽合奏団は、スイスで最も頻繁にツアーを行っている弦楽合奏団の一つであり、長期間にわたってルツェルン音楽大学と深い関係性を持ちつつ、「アンサンブル・イン・レジデンス」として活動してきた。
ルツェルン音楽祭弦楽合奏団は、結成当初から1973年まで独占契約を結んでいたドイツ・グラモフォンへの録音で、国際的に高い評価を得ていた。1950年代後半以降、ドイツ・グラモフォンの「アーカイブ」シリーズの先駆である、ジュゼッペ・タルティーニなど、特にバロック時代の忘れられたないしはほとんど知られていない作曲家の作品を初めて出版し、レコード史に名を残した。

## 沿革
- 1956年 - ヴォルフガング・シュナイダーハンとルドルフ・バウムガルトナーによって創設された。同時に、1973年まで、ドイツ・グラモフォンと独占契約を結ぶ。これは国際的に高い評価を得ていた。
- 1998年 - バウムガルトナーと交代する形でアキム・フィードラーが音楽監督に就任した。
- 2006年 - 創立50周年を迎えた。
- 2012年 - フィードラーと交代する形で、ダニエル・ドッズが音楽監督に就任した。

また近年、ソニー・クラシカル、OEHMSクラシックスからCDをリリースしている。